# São Francisco de Goiás
São Francisco de Goiás is een gemeente in de Braziliaanse deelstaat Goiás. De gemeente telt 5.823 inwoners (schatting 2009).